# نيو كيدز أون دا بلوك
نيو كيدز أون دا بلوك (بالإنجليزية: New Kids on the Block)‏ فرقة بوب أميركية في بوسطن احترفت الغناء عام 1984، وهي مكوّنة من الأخوين جوردان وجوناثان نايت، جوي مكنتاير، دوني والبيرغ وداني وود، وكان منتج الفرقة موريس ستار.
الفرقة تعتبر من أكثر الفرق الموسيقية الشبابية نجاحا في ثمانينات القرن العشرين وبداية التسعينات، وانفك عقد الفريق عام 1994، الا أن الأعضاء عادوا للغناء سوية عام 2007 وقاموا بجولة عالمية خلال 2008. وفي عام قامت الفرقة بجولة مشتركة مع فرقة باكستريت بويز.

## ألبومات الفرقة
- New Kids on the Block :1986
- Hangin' Tough :1988
- Merry, Merry Christmas :1989
- Step by Step :1990
- No More Games/The Remix Album :1991
- Face the Music :1994
- The Block :2008

## روابط خارجية
- نيو كيدز أون دا بلوك على موقع IMDb (الإنجليزية)
- نيو كيدز أون دا بلوك على موقع ميوزك برينز (الإنجليزية)
- نيو كيدز أون دا بلوك على موقع رولينغ ستون (الإنجليزية)
- نيو كيدز أون دا بلوك على موقع أول ميوزيك (الإنجليزية)
- نيو كيدز أون دا بلوك على موقع ديسكوغز (الإنجليزية)